# Lepreau
Lepreau es una parroquia canadiense situada en la provincia de Nuevo Brunswick.

## Superficie
Lepreau tiene una superficie de 209,52 km².

## Demografía
En 2021, tenía 803 habitantes, una densidad poblacional de 3,8 hab./km², y 492 viviendas.